# Khwadja-i Djahan Astarabadi
Khwadja-i Djahan Astarabadi fou un alt dignatari bahmànida durant el regnat d'Ala al-Din Ahmad II (1436-1458). Aquest sultà el va nomenar wazir i li va donar el títol de khwadja-i djahan. Fou el primer membre de la facció estrangera o afaki, que va rebre aquest títol en perjudici dels dakhnis locals. Pel seu nom era d'origen persa.